# Meruzanes Arzeruni
Meruzanes Arzeruni (armeni: Մերուժան Արծրունի Merujan Artsruní) (va governar vers 355-369 EC) va ser un nakharar (senyor feudal armeni) de la família dels Arzerunis. Va viure durant les dècades posteriors a la conversió oficial d'Armènia al cristianisme, però ell va romandre zoroastrià. Quan el rei persa Sapor II va envair Armènia en la dècada del 360, Meruzhan i altres senyor armenis es van passar al bàndol persa, un estat zoroastrià per aleshores. Es va unir a Sapor en ràtzies sobre els districtes de Sofene i Acilisene. El rei armeni Arsaces II va fugir, i l'atac persa va ser repel·lit de manera reeixida per l'sparapet (general) Vasaces Mamiconi. En moltes històries armènies, inclosa la de P'awstos, Meruzanes és vist com un traïdor; i es diu que Sapor li va prometre riqueses i una governació. Alguns, però, afirmen que es veia a si mateix com un governant que exercia els seus poders legítims per a contrarestar el creixement del cristianisme. Va ser mort pel successor de l'Arsaces II part, Pap d'Armènia.